# Aerojet General X-8
Aerojet General X-8 – niekierowana, stabilizowana obrotowo, amerykańska rakieta badawcza zaprojektowana do wynoszenia ładunku aparatury badawczej o masie 68 kg na pułap 61 km. W późniejszych rakietach X-8 zrezygnowano ze stabilizacji obrotowej dla celów projektu rakiety Aerobee.

## Historia
Po zakończeniu II wojny światowej przechwycone przez wojska amerykańskie pociski rakietowe V-2 posłużyły do badań i rozwoju rodzimej technologii rakietowej. Użycie rakiet dawało także nowe możliwości badawcze, pozwalające badać warunki na dużych wysokościach. W odpowiedzi na rakietę, lub jak często ją nazywano, sondę badawczą zbudowano jednostopniowy pocisk RTV-8 Aerobee.
Start pocisku odbywał się przy pomocy silnika rakietowego na stały materiał pędny o ciągu 80 kN, który pracował przez 2,5 sekundy. Ze względu na niskie przyspieszenie początkowe rakiety, start odbywał się ze specjalnych wyrzutni w postaci długich pionowych szyn stabilizujących pocisk w pierwszej fazie lotu.

Po odstrzeleniu silnika startowego rozpoczynał pracę silnik marszowy RTC-N10 o ciągu 12 kN, zasilany paliwem płynnym, którego maksymalny czas pracy wynosił 40 sekund w zależności od żądanej wysokości lotu badawczego. Ładunek rakiety w postaci aparatury badawczej powracał na powierzchnie na spadochronie, a sama rakieta spadała po krzywej balistycznej.
Zbudowano ponad 900 egzemplarzy tych pocisków, których głównym zastosowaniem było badanie promieniowania słonecznego, wiatrów wiejących na bardzo dużych wysokościach, aerodynamiki pocisków rakietowych, testów biologicznych i pola magnetycznego Ziemi. X-8 przenosiła także aparaturę fotograficzną.

## Wersje pocisku X-8 (RTV-8)
- RTV-N-8 – pierwsza wersja rakiety znana także pod oznaczeniem producenta XASR-1 napędzana silnikiem o ciągu 11,5 kN.
- RTV-A-1 – oblatana pod koniec 1949 roku druga wersja pocisku XASR-2 wyposażona we wspomagającą pracę silnika instalację helową zamiast powietrznej z XASR-1. Oznaczenie US Navy – RTV-N-10.
- RTV-A-1a – pocisk wyposażony w mocniejszy silnik marszowy Aerojet AJ10-25 o ciągu 18 kN, ale krótszym czasie działania. Oznaczenie US Navy RTV-N-10a.
- RTV-A-1b – pocisk z oryginalnym silnikiem o ciągu 11,5 kN i chemiczną instalacją ciśnieniową silnika.
- RTV-A-1c – identyczna jak wersja RTV-A-1a ale wystrzeliwana bez pomocy silnika startowego na stały materiał pędny.
- RTV-A-1d – napędzana takim samym silnikiem jak wersja RTV-A-1a o ciągu 18 kN ale z chemiczną instalacja ciśnieniową i wystrzeliwana bez pomocy silnika startowego.
- RTV-N-10b – eksperymentalny model US Navy napędzany silnikiem AJ10-24.
- RTV-N-10c – produkcyjna wersja RTV-N-10b z silnikiem AJ10-27.

W 1955 roku zmieniono oznaczenia pocisków zgodnie z nową nomenklaturą przemianowano je odpowiednio:
- RTV-A-1 na X-8
- RTV-A-1a na X-8A
- RTV-A-1b na X-8B
- RTV-A-1c na X-8C
- RTV-A-1d na X-8D

- Air Force-Hi – opracowana w 1952 i oblatana w 1955 roku rakieta Aerobee-Hi w wersji dla Sił Powietrznych Stanów Zjednoczonych. Charakteryzowała się dłuższym zbiornikiem paliwa, silnikami zbudowanymi z nowocześniejszych bardziej niezawodnych materiałów i statecznikami o większej rozpiętości zapewniającymi lepszą stabilność pocisku. Nie przypisano żadnego oficjalnego oznaczenia do tej wersji pocisku poza symbolem projektu MX-1961. Pułap maksymalny pocisku 240 km.
- RTV-N-13 Navy-Hi – później przemianowana na RV-N-13 rakieta dla marynarki wojennej. Prawie identyczna z modelem dla sił powietrznych, ale wyposażona w inny silnik umożliwiający osiągnięcie pułapu 270 km. Prędkość maksymalna pocisku: 7440 km/h.
- Aerobee 150 – opracowana w 1959 roku dla NASA wersja pocisku Aerobee-Hi oparta konstrukcyjnie na Air Force-Hi.
- Aerobee 150A – ostatnia wersja pocisku wyposażona w cztery, a nie trzy, jak do tej pory stateczniki i zbiornik paliwa o innej konstrukcji.